# 布赖恩·古德尔
布赖恩·斯图尔特·古德尔（英語：Brian Stuart Goodell，1959年4月2日—），出生于加利福尼亚州斯托克顿，美国政治家，前男子游泳运动员。他曾获得2枚奥林匹克运动会游泳比赛金牌，也是2个项目的前世界纪录保持者。